# Libor Pala
Libor Pala (ur. 22 lipca 1961 w Karwinie) – czeski trener piłkarski z UEFA Pro Licence.

## Życiorys
Absolwent Akademii Wychowania Fizycznego na Uniwersytecie Karola w Pradze.
Karierę trenerską rozpoczynał od prowadzenia drużyn młodzieżowych, w czym ostatecznie się wyspecjalizował. Był szkoleniowcem juniorów Kovony, Baníka Stonava i FC Karvina. Na krótko objął prowadzenie seniorskiej drużyny Lokomotivu Petrovice, by powrócić do pracy z młodzieżą w FC Karvina. Następnie przeniósł się do Baníka Ostrawa, by z jego drużyną młodzieżową zdobyć mistrzostwo kraju mając w składzie takich zawodników, jak Milan Baroš czy Marek Jankulovski. W Baníku Ostrawa pracował także jako trener zespołu rezerw i dyrektor sportowy ds. pracy z młodzieżą. Kolejnym klubem, w którym znalazł zatrudnienie (tym razem już jako trener pierwszego zespołu) był I-ligowy SFC Opava. Po zakończeniu kontraktu w Opawie wrócił do pracy w rodzinnej Karwinie.
Do Polski trafił w 2002 do warszawskiej Polonii, jako asystent Vernera Lički. Następnie po zakończeniu sezonu objął samodzielnie drużynę Świtu NDM. Z Mazowsza sprowadzony został przez Radosława Majchrzaka do Lecha Poznań, którego pierwszą drużynę prowadził do września 2003. Z Poznaniem rozstał się w nieprzyjemnej atmosferze pożegnany przez kibiców Kolejorza białymi chusteczkami i niecenzuralnymi okrzykami za brak wyników piłkarskich. Krótko – od 1 marca do 26 kwietnia 2004 – prowadził również zespół III-ligowego Ruchu Wysokie Mazowieckie.
Powrócił do Ostrawy, gdzie w Baníku pełnił funkcję asystenta trenera drużyny seniorskiej, a następnie dyrektora sportowego klubu. Z tego okresu znany jest jako inicjator współpracy sportowej pomiędzy ostrawskim klubem a Odrą Wodzisław i GKSem Katowice.
Od listopada 2006 przebywał w Brazylii, gdzie we współpracy z Bohumilem Páníkiem przygotowywał kolejnych piłkarzy do gry w Pogoni Szczecin. 21 grudnia tego samego roku zatrudniony został przez Antoniego Ptaka na stanowisku szkoleniowca pierwszej drużyny Pogoni, którą objął po Mariuszu Kurasie. Był trzecim czeskim trenerem Portowców po Pavle Malurze i Bohumilu Páníku od czasów przejęcia Pogoni przez Antoniego Ptaka w 2003 roku i czwartym w historii klubu (w latach 70. Pogoń prowadził Karel Kosarz). 21 marca 2007 w związku z brakiem wyników osiąganych przez „autorski zespół Pali” złożony w dużej mierze z brazylijskich zawodników „wybranych z najlepszych” (1 pkt. w trzech meczach) zastąpiony został na fotelu trenerskim przez Bogusława Baniaka.
Następnie przejął czeski II-ligowy zespół Baníka Ostrawa, który prowadził do września 2007. Od 30 czerwca 2008 do 16 kwietnia 2009 był ponownie szkoleniowcem Świtu NDM. 25 września 2009 objął stanowisko szkoleniowca drużyny ME w stołecznej Polonii, a zakończył pracę z warszawskim klubem 1 lipca 2011. Od 8 września 2011 do 3 czerwca 2012 pierwszy trener Wisły Płock.
Prywatnie interesuje się kulturą Indii i filozofią indyjską.